# Comuna Ruda, Camenița
Ruda (în ucraineană Руда) este o comună în raionul Camenița, regiunea Hmelnîțkîi, Ucraina, formată din satele Havrîlivți, Ruda (reședința) și Țviklivți Perși.

## Demografie
Componența lingvistică a comunei Ruda
     Ucraineană (98,99%)
     Alte limbi (1,01%)
Conform recensământului din 2001, majoritatea populației comunei Ruda era vorbitoare de ucraineană (98,99%), existând în minoritate și vorbitori de alte limbi.